# 어그리먼트 작전
어그리먼트 작전(Operation Agreement)은 1942년 9월 13일부터 9월 14일까지 제2차 세계 대전의 서부 사막 전역에서 진행된 군사 작전이다.
추축국 군대가 장악하고 있던 투브루크 인근에서 일어난 전투이며 영국, 남로디지아, 뉴질랜드 연합군에 의해 진행되었다. 육군과 해군을 앞세운 연합국 군대는 투브루크 인근에서 대대적인 공격을 가했지만 나치 독일, 이탈리아 왕국 군대의 반격으로 인해 패전하고 만다.

## 같이 보기
- 지중해 해전 (제2차 세계 대전)